# 続・社長洋行記
『続・社長洋行記』（ぞくしゃちょうようこうき）は、1962年6月1日に東宝系で公開された日本映画。カラー。東宝スコープ。副題は『THREE GENTLEMEN RETURN from HONG KONG』（スリー・ジェントルメン・リターン・フロム・ホンコン）。

## 概要
『社長』シリーズ第15作。引き続き香港が舞台となる。
助演者は尤敏のほか、尤敏の婚約者・張役で三船敏郎が『続サラリーマン忠臣蔵』以来の出演となる。

## スタッフ
- 製作：藤本真澄
- 脚本：笠原良三
- 監督：杉江敏男
- 撮影：完倉泰一
- 照明：山口偉治
- 美術：村木与四郎、村木忍
- 録音：刀根紀雄
- 音楽：神津善行
- 編集：小畑長蔵
- 助監督：野長瀬三摩地
- スチール：田中一清
- 協力：パン・アメリカン航空

## 出演者
- 本田英之助：森繁久彌
- 本田滝子：久慈あさみ
- 本田めぐみ：中真千子
- 東海林平左衛門：加東大介
- 東海林平一：西条康彦
- 東海林平二：小沢直好
- 南明：小林桂樹
- 南てつ：英百合子
- 中山善吉：三木のり平
- 三条河原修司：江原達怡
- 松野敬子：藤山陽子
- 早坂悦子：新珠三千代
- 松原あぐり：草笛光子
- 坂田：フランキー堺
- 柳秀敏：尤敏
- 柳宗之：洪洋
- 東海林家の婆や：一万慈鶴恵
- 女事務員：丘照美
- 女中：毛利幸子、内山みどり
- 板前：桜井巨郎
- 宗社長：斎藤達雄
- すし屋のおやじ：沢村いき雄
- 椿家社長：河津清三郎
- 椿家社長の秘書：緒方燐作
- 「タイガー公司」重役：松本染升
- 香港ダンサー：塩沢とき、園田あゆみ、向井正江、清水由紀[2]（一部のサイトでは清水由記となっている。[1][3][4]）
- 香港の客：大友伸、立原博
- 張（秀敏の婚約者）：三船敏郎

## 同時上映
『どぶ鼠作戦』
- 脚本・監督：岡本喜八／主演：加山雄三
- 『愚連隊』シリーズ第3作。

## その他
- 公開前、張役の三船敏郎の名前を伏せ、秀敏の婚約者役は誰かを当てる懸賞が行われていた。
- 本作はシリーズでは初めて、社長室名物の「先代社長」（河村黎吉）の写真が掲げられてない。